# Mogens Machon
Mogens Carlo Myrhøj Machon (født 7. oktober 1934) er en dansk tidligere fodboldlandsholdsspiller. Han spillede for Brønshøj Boldklub, som han også repræsenterede på landsholdet, og senere for KB.
Mogens Machon debuterede på A-landsholdet i 1957 i en kamp
mod Finland, og scorede i debuten det ene af sine i alt 2 landsholdsmål.
Det blev til i alt 6 A-landsholdskampe mellem 1957 og 1958. Før debuten på A-landsholdet havde Machon endvidere spillet 1 kamp på hhv. B- og U21-landsholdet.
Mens han var aktiv Brønshøjspiller spillede Mogens Machon desuden 1 Europa Cup-kamp i Messeby-turneringen.
Det var i 1958 for holdet ”Stævnet” i en kamp mod Chelsea FC. "Stævnet" var i denne forbindelse reelt et forstærket hold fra BK Frem. 